# (36545) 2000 QM98
2000 QM98 (asteroide 36545) é um asteroide da cintura principal. Possui uma excentricidade de 0.16779850 e uma inclinação de 6.42137º.
Este asteroide foi descoberto no dia 28 de agosto de 2000 por LINEAR em Socorro.